# Adam Śmigielski
Adam Stefan Śmigielski (Przemyśl, 24 dicembre 1933 – Sosnowiec, 7 ottobre 2008) è stato un vescovo cattolico polacco.

## Biografia
Monsignor Adam Śmigielski nacque a Przemyśl, nel distretto di Zasanie, il 24 dicembre 1933. La sua era una famiglia piuttosto numerosa, era l'ottavo di nove figli. Suo padre era un ufficiale professionista e sua madre aveva studiato economia in Austria negli anni venti. Fu una grande distinzione, perché probabilmente solo due persone della Galizia avevano studiato in quella scuola.

### Formazione e ministero sacerdotale
Frequentò la scuola elementare di Przemyśl in condizioni molto difficili, perché era in corso la seconda guerra mondiale. La diffusa pauperizzazione della società, la mancanza di mezzi per vivere e di cibo rendevano difficile la vita. Studiò alla scuola superiore "Kazimierz Morawski" di Przemyśl. All'età di 18 anni entrò nella Società salesiana di San Giovanni Bosco di Cracovia dove studiò filosofia dal 1951 al 1953. Contemporaneamente studiò teologia al seminario maggiore di Lublino. Nel 1955 emise la professione solenne.
Il 30 giugno 1957 fu ordinato presbitero a Lublino dal vescovo di Lublino Piotr Kałwa. Terminati gli studi fu docente di Sacre Scritture e lingue bibliche nel seminario maggiore salesiano di Cracovia dal 1959 al 1970, prefetto degli studi di quel seminario dal 1963 al 1966, segretario e successivamente membro del Comitato episcopale per i seminari spirituali dal 1966 al 1991. Dal 1969 al 1971 completò gli studi di dottorato presso l'Accademia di teologia cattolica di Varsavia. In quegli anni fu cappellano della Congregazione degli Angeli di Chylice, vicino a Varsavia.
Dal 1971 al 1974 studiò presso il Pontificio Istituto Biblico di Roma mentre allo stesso tempo operava come educatore dei chierici dell'Istituto salesiano internazionale di Roma. Tra il 1974 e il 1975 studiò all'École biblique et archéologique française di Gerusalemme. In seguito ricordò che più volte gli fu negato il passaporto per studiare all'estero: "Dopo 15 anni di sforzi e dopo 18 rifiuti del governo, finalmente nel 1971 ottenni il passaporto per andare a Roma. All'età di 38 anni, iniziai a studiare all'istituto biblico a Roma". Trascorreva spesso le vacanze negli Stati Uniti d'America, aiutando nel lavoro pastorale e continuando a studiare. Nel 1979 difese la sua tesi di dottorato. Tornato in patria fu rettore del seminario maggiore salesiano e superiore della comunità salesiana di Cracovia dal 1975 al 1981, direttore del dipartimento "San Giovanni Bosco" di Oświęcim dal 1982 al 1986 e ispettore della provincia salesiana "San Giovanni Bosco" di Breslavia dal 1986 al 1992.

### Ministero episcopale
Il 25 marzo 1992 papa Giovanni Paolo II lo nominò primo vescovo della nuova diocesi di Sosnowiec. Ricevette l'ordinazione episcopale il 30 maggio successivo nella cattedrale dell'Assunzione di Maria Vergine a Sosnowiec dal cardinale Józef Glemp, arcivescovo metropolita di Gniezno e Varsavia, co-consacranti l'arcivescovo metropolita di Częstochowa Stanisław Nowak e quello di Cracovia Franciszek Macharski. Durante la stessa celebrazione prese possesso della diocesi.
Durante i primi mesi da vescovo eresse il seminario maggiore teologico per educare i futuri sacerdoti, la curia diocesana, il dipartimento di catechesi, la corte episcopale e la Caritas. Organizzò anche l'Istituto di Azione Cattolica.
Dal 2001 al 2004 tenne il primo sinodo diocesano, particolarmente importante per sviluppare una pratica comune vita religiosa diocesana e lo sviluppo della vita ecclesiastica. Nel quindicesimo anniversario dell'erezione della diocesi istituì il Museo Diocesano di Sosnowiec, dotandolo di numerosi reperti relativi alle attività dei giovani della diocesi e del suo primo vescovo. Fu l'iniziatore della croce cittadina e della vigilia di Natale in città per collegare gli abitanti.

#### Giovani
Una delle priorità più importanti nel lavoro pastorale di monsignor Śmigielski fu la gioventù. Questo è dovuto all'origine salesiana del vescovo. I salesiani infatti si occupano principalmente di pastorale giovanile. Era convinto che i giovani siano il futuro della Chiesa. Ecco perché, fin dall'inizio, nella curia vescovile, istituì un ufficio indipendente dedicato alla cura pastorale di bambini e giovani. Nominò inoltre dei delegati per la gioventù nei singoli decanati. Riteneva che i giovani costassero molto tempo e denaro ma che sicuramente essi sentono che la Chiesa li ama. Secondo lui il prete dovrebbe avere un cuore molto ampio per i giovani. Non solo quando il sacerdote si presenta in chiesa e sorride ai giovani o nella catechesi. Avere un cuore ampio per i giovani significava per lui dedicare il proprio tempo e la propria mente. Negli ultimi anni, a Sosnowiec venne creata una nuova istituzione per giovani organizzata in cooperazione con la diocesi: KANA Youth Education Center. Lì si tengono corsi di formazione, di lingua, di professione e di hobbystica. È attiva anche una palestra. Partecipano alle attività i giovani provenienti dalle famiglie più povere.

#### Politica
Un detto comune del vescovo era: "Nella Chiesa non c'è ala sinistra o destra". Una volta disse: "Guarda il Santo Padre, Giovanni Paolo II, che venendo in patria non è andato solo in una direzione, ma ha salutato tutti i polacchi e li ha invitati ad abbracciare ogni polacco. Non ha allontanato nessuno". Pertanto nelle due plenarie annuali della Conferenza episcopale vennero organizzati incontri di Natale per governatori provinciali, presidenti, sindaci e rappresentanti delle principali organizzazioni delle diocesi. I politici e gli attivisti presenti li apprezzarono molto. Pertanto, spesso durante la visita, invitavano il vescovo Śmigielski a riunioni organizzate, ad esempio, negli uffici della città. Era una diocesi di persone che lavoravano sodo. La gente era però spesso delusa e scoraggiata per la perdita del lavoro e per una vita ai margini della povertà. Queste persone vivevano in grandi centri urbani. Quasi ovunque nel governo locale c'erano persone di sinistra. Sottolineò sempre, tuttavia, che nella Chiesa non esistono compagini di sinistra e di destra, c'è un uomo nella Chiesa che dovrebbe essere predicato ed è Cristo.

#### Mezzi di comunicazione
Una caratteristica del vescovo Adam Śmigielski era l'apertura verso i mezzi di comunicazione. In molti casi, la voce del vescovo non sarebbe stata ascoltata se non avesse usato i mezzi di comunicazione sociale, se non fosse rimasto tra le persone che non vanno quasi mai in chiesa e che hanno poco a che fare con il Vangelo. Fin dall'inizio, in diocesi vi fu un portavoce il cui compito principale era contattare i media secolari. Se il tempo lo consentiva, anche il vescovo in persona incontrava i giornalisti. Vi era anche un'eccellente stampa cattolica. Nella diocesi erano disponibili settimanalmente anche "Niedziela" e "Guest Sunday" due settimanali per bambini e ragazzi. Una volta gli fu chiesto di realizzare un monumento al Santo Padre nella diocesi. Vennero presentate varie idee. Fu proposto un monumento tradizionale, intitolando al pontefice la piazza di fronte alla stazione ferroviaria nel centro di Sosnowiec e donando al papa le chiavi simboliche dalla città. Il vescovo disse però che non era necessario. Un monumento in onore al Santo Padre poteva secondo lui essere un aumento del 100% dei lettori della stampa cattolica.

#### Visita del papa
Senza dubbio, l'evento più importante nella storia della giovane diocesi fu la visita di papa Giovanni Paolo II a Sosnowiec del 14 giugno 1999. Tra i partecipanti all'incontro con il Santo Padre vi furono i residenti della diocesi e delle zone limitrofe. Fu probabilmente uno degli eventi chiave di quella terra, perché nessuno degli abitanti aveva mai sognato che il papa venisse in visita in quelle terre.

#### Sogni e piani
Nel suo tempo libero, il vescovo Śmigielski amava leggere e studiare libri su tematiche bibliche e sulla storia e la cultura del Medio Oriente. Quando aveva tempo, e finché la salute glielo permise, amava fare escursioni in montagna. Gli piaceva ascoltare musica classica, canti gregoriani, musiche ebraiche, guardare le partite di calcio e documentari geografici e naturalistici. Gli piaceva anche guardare il cielo punteggiato di stelle.
Più volte durante discorsi pubblici il vescovo sottolineò che a 75 anni di età avrebbe presentato la rinuncia da vescovo come prescritto dal diritto canonico. Aveva annunciato una vita da pensionato molto semplice. Il suo unico sogno era quello di dare una maggiore consapevolezza ai battezzati, che appartengono a Cristo e alla Chiesa. Sognava un maggiore impegno a favore dei giovani che, come diceva, sono il futuro e la speranza della Chiesa. Ancora una volta, era necessario un grande lavoro da parte della Chiesa. Anche la cooperazione con i laici era importante per lui. Sognava che l'Azione Cattolica continuasse a crescere, in modo che il suo Istituto formasse il maggior numero possibile di leader perché l'ufficio dell'Azione Cattolica è estremamente importante quando si tratta di laici cattolici, che sanno creare la giusta atmosfera, integrandosi nella vita politica, sociale ed economica della società. Naturalmente, essi non chiudono gli occhi davanti agli anziani e ai disabili.

#### Malattia, morte e funerale
Il 1º maggio 2008 presentò la rinuncia al governo pastorale della diocesi essendo in vista dei 75 anni di età. Papa Benedetto XVI la accettò nunc pro tunc, ovvero fino a quando non si fosse individuato un successore, chiedendogli al contempo di continuare il suo ministero fino alla fine del 2009. Nel settembre del 2008 monsignor Śmigielski ripresentò la sua richiesta, dopo che gli era stato diagnosticato un cancro al pancreas. Trascorsi gli ultimi giorni all'ospedale specialistico provinciale "Santa Barbara" di Sosnowiec. Come sottolineato dai sacerdoti che lo accudirono giorno e notte, era allegro nonostante l'enorme sofferenza. Se avesse potuto, si sarebbe avvicinato alla finestra e dall'alto del decimo piano, dove si trovava la sua stanza in ospedale, avrebbe guardato la sua diocesi, che era divenuta la sua terza casa dopo la famiglia e l'ordine salesiano.
Morì il 7 ottobre 2008 all'età di 74 anni. Le esequie si tennero l'11 ottobre alla presenza di 25 arcivescovi e vescovi e di quasi 500 sacerdoti. Al termine del rito fu sepolto nel cortile della cattedrale.

## Premi e ricordo
Era cittadino onorario di Sosnowiec, Będzin, Czeladź, Jaworzna e Klucz. Ricevette il distintivo di merito per la città di Sosnowiec nel 2005 e venne insignito del titolo di socio onorario della Società degli Amici di Bedzin.
Gli vennero intitolate due vie: una a Sosnowiec nel 2009 e una a Będzin nel 2017.

## Genealogia episcopale
La genealogia episcopale è:
- Cardinale Scipione Rebiba
- Cardinale Giulio Antonio Santori
- Cardinale Girolamo Bernerio, O.P.
- Vescovo Claudio Rangoni
- Arcivescovo Wawrzyniec Gembicki
- Arcivescovo Jan Wężyk
- Vescovo Piotr Gembicki
- Vescovo Jan Gembicki
- Vescovo Bonawentura Madaliński
- Vescovo Jan Małachowski
- Arcivescovo Stanisław Szembek
- Vescovo Felicjan Konstanty Szaniawski
- Vescovo Andrzej Stanisław Załuski
- Arcivescovo Adam Ignacy Komorowski
- Arcivescovo Władysław Aleksander Łubieński
- Vescovo Andrzej Stanisław Młodziejowski
- Arcivescovo Kasper Kazimierz Cieciszowski
- Vescovo Franciszek Borgiasz Mackiewicz
- Vescovo Michał Piwnicki
- Arcivescovo Ignacy Ludwik Pawłowski
- Arcivescovo Kazimierz Roch Dmochowski
- Arcivescovo Wacław Żyliński
- Vescovo Aleksander Kazimierz Bereśniewicz
- Arcivescovo Szymon Marcin Kozłowski
- Vescovo Mečislovas Leonardas Paliulionis
- Arcivescovo Bolesław Hieronim Kłopotowski
- Arcivescovo Jerzy Józef Elizeusz Szembek
- Vescovo Stanisław Kazimierz Zdzitowiecki
- Cardinale Aleksander Kakowski
- Cardinale August Hlond, S.D.B.
- Cardinale Stefan Wyszyński
- Cardinale Józef Glemp
- Vescovo Adam Smigielski, S.D.B.